# Костівка (Новооскольський район)
Костівка (рос. Костёвка) — хутір у Новооскольському районі Бєлгородської області Російської Федерації.
Населення становить 87 осіб. Входить до складу муніципального утворення Новооскольський міський округ.

## Історія
Населений пункт розташований у східній частині української суцільної етнічної території — східній Слобожанщині.
Від 2018 року органом місцевого самоврядування є Новооскольський міський округ.

## Населення
1. Н/Д[2]

1. Н/Д[3]